# You Xiaodi
Pour les articles homonymes, voir You.
Dans ce nom chinois, le nom de famille, You, précède le nom personnel.
You Xiaodi, née le 12 mai 1996, est une joueuse de tennis chinoise, professionnelle depuis 2014.

## Carrière
Évoluant principalement sur le circuit ITF, elle y a remporté 6 titres en simple et 17 en double.
En 2017, âgée de seulement 21 ans, elle remporte son premier titre en double en catégorie WTA 125 à Dalian, associée à Lu Jing-Jing.

## Palmarès

### Titre en double dames
Aucun

### Finales en double dames
| No | Date       | Nom et lieu du tournoi                    | Catégorie    | Dotation    | Surface    | Vainqueures                | Partenaire    | Score            |          |
| -- | ---------- | ----------------------------------------- | ------------ | ----------- | ---------- | -------------------------- | ------------- | ---------------- | -------- |
| 1  | 21-09-2015 | International Women's Open Guangzhou      | Intern'l     | 250 000 $   | Dur (ext.) | Martina Hingis Sania Mirza | Xu Shilin     | 6-3, 6-1         | Parcours |
| 2  | 01-11-2016 | Huajin Securities WTA Elite Trophy Zhuhai | Elite Trophy | 2 214 500 $ | Dur (int.) | İpek Soylu Xu Yifan        | Yang Zhaoxuan | 6-4, 3-6, [10-7] | Parcours |
| 3  | 23-07-2018 | Jiangxi Open Nanchang                     | Intern'l     | 226 750 $   | Dur (ext.) | Jiang Xinyu Tang Qianhui   | Lu Jing-Jing  | 6-4, 6-4         | Parcours |

### Titre en double en WTA 125
| No | Date       | Nom et lieu du tournoi            | Catégorie | Dotation  | Surface    | Partenaire   | Finalistes         | Score             |          |
| -- | ---------- | --------------------------------- | --------- | --------- | ---------- | ------------ | ------------------ | ----------------- | -------- |
| 1  | 05-09-2017 | Dalian Women's Tennis Open Dalian | WTA 125   | 125 000 $ | Dur (ext.) | Lu Jing-Jing | Guo Hanyu Ye Qiuyu | 7-62, 4-6, [10-5] | Parcours |

### Finales en double en WTA 125
| No | Date       | Nom et lieu du tournoi         | Catégorie | Dotation  | Surface      | Vainqueures                       | Partenaire    | Score            |          |
| -- | ---------- | ------------------------------ | --------- | --------- | ------------ | --------------------------------- | ------------- | ---------------- | -------- |
| 1  | 15-11-2022 | Buenos Aires Open Buenos Aires | WTA 125   | 115 000 $ | Terre (ext.) | Irina Bara Sara Errani            | Jang Su-jeong | 6-1, 7-5         | Parcours |
| 2  | 30-01-2023 | Copa Oster Cali                | WTA 125   | 115 000 $ | Terre (ext.) | Weronika Falkowska Katarzyna Kawa | Kyōka Okamura | 6-1, 5-7, [10-6] | Parcours |

## Parcours en Grand Chelem

### En simple
| Année | Open d'Australie | Open d'Australie  | Internationaux de France | Internationaux de France | Wimbledon | Wimbledon         | US Open | US Open    |
| ----- | ---------------- | ----------------- | ------------------------ | ------------------------ | --------- | ----------------- | ------- | ---------- |
| 2020  | Q1               | Eugenie Bouchard  | Q1                       | Varvara Lepchenko        | Annulé    | Annulé            | —       | —          |
| 2021  | Q1               | Mayo Hibi         | Q1                       | Tímea Babos              | Q1        | Kamilla Rakhimova | —       | —          |
| 2022  | Q2               | Caroline Dolehide | —                        | —                        | —         | —                 | —       | —          |
|       |                  |                   |                          |                          |           |                   |         |            |
| 2024  | Q1               | Zeynep Sönmez     | Q2                       | Yuliia Starodubtseva     | Q1        | Tamara Zidanšek   | Q1      | Irina Bara |

N.B. : à droite du résultat se trouve le nom de l'ultime adversaire.

### En double dames
N'a jamais participé à un tableau final.

## Classements WTA en fin de saison
| Année          | 2014 | 2015 | 2016 | 2017 | 2018 | 2019 | 2020 | 2021 | 2022 | 2023 | 2024 |
| Rang en simple | 893  | 430  | 392  | 416  | 334  | 219  | 185  | 265  | 259  | 215  | 291  |
| Rang en double | 569  | 164  | 135  | 131  | 166  | 216  | 222  | 291  | 393  | 276  | 492  |

Source : (en) Classements de You Xiaodi sur le site officiel de la Fédération internationale de tennis